# خيرمان راميريز
خيرمان راميريز (بالإسبانية: Germán Ramírez)‏ (26 أغسطس 1995 في المكسيك - ) هو لاعب كرة قدم مكسيكي في مركز الوسط.

## وصلات خارجية
- خيرمان راميريز على موقع قاعدة بيانات كرة القدم.إي يو (الإنجليزية)
- خيرمان راميريز على موقع Soccerway.com (الإنجليزية)
- خيرمان راميريز على موقع AS.com (الإسبانية)